# Stoner rock
A stoner rock vagy stoner metal a rockzene illetve heavy metal zene alfaja. A pszichedelikus rock, a blues-rock és a doom metal elemeinek ötvözésével jött létre. Kialakulása a 80-as évek végére tehető. A szakirodalom szerint az első igazán stoner rock együttesek az amerikai (dél-kaliforniai) Kyuss és a Sleep voltak. A Kyuss jellegzetes stílusa máig emblematikus.  (Az együttes a 90-es évek közepén feloszlott.) Megkülönböztető stílusjegyek: nehéz, súlyos, tömör hangzás, erősen torzított gitárriffek, a tempó lassú, legfeljebb közepes. A stoner jelző arra utal, hogy a zene hallgatása „lemerevít”, azaz a könnyű drogok élvezetéhez hasonló hatású. Közeli műfajok: sludge, doom metal.